# 2. Gewichtheber-Bundesliga
Die 2. Gewichtheber-Bundesliga ist die zweithöchste Liga im deutschen Gewichtheben für Mannschaften. Sie wird vom BVDG organisiert.

## Modus
Die 2. Bundesliga ist seit der Saison 2012/13 in drei Staffeln – genannt Gruppen – unterteilt. Pro Staffel sind sieben Mannschaften vorgesehen. Je nach meldenden Vereinen wechselt die Einteilung.
In einem Aufstiegskampf der drei Meister der Zweitligastaffeln wird der Aufsteiger in die 1. Bundesligen ermittelt. Zweite Mannschaften von Erstbundesligisten sind nicht zur Teilnahme am Aufstiegskampf berechtigt.

## Aktuelle Saison
Die Saison 2023/24 begann am 14. Oktober 2023 und endete am 9. März 2024. In der Gruppe A konnte sich die Athletenschmiede Kiel vor dem TSV Blau-Weiß 65 Schwedt durchsetzen. Gruppe B wurde vom SV Gräfenroda dominiert, der keinen Punktverlust zu verzeichnen hatte. Ebenso wie Gräfenroda konnte auch der TSV Heinsheim seine Gruppe C mit 18:0 Punkten gewinnen.
| Gruppe A | Gruppe B | Gruppe C |
| --- | --- | --- |
| 1. Athletenschmiede Kiel (Sieger 2. BL 2022/23 Gruppe C) 2. TSV Blau-Weiß 65 Schwedt (Absteiger aus der 1. Bundesliga) 3. SG Fortschritt Eibau 4. Berliner TSC 5. SV Empor Berlin 6. AC Meißen 7. Kraft- und Athletikklub Osnabrück | 1. SV Gräfenroda 2. TB 03 Roding II 3. TSV Waldkirchen 4. AC Suhl 5. AC Weiden 6. Athletenteam Vogtland 2 7. KG Görlitz-Zittau 1 | 1. TSV Heinsheim 2. SGV Böbingen (Sieger 2. BL 2022/23 Gruppe B) 3. AC Germania St. Ilgen 4. AC Weinheim 5. A-Team Lifting (Aufsteiger aus der Bayernliga) 6. SuS Derne 7. KC Lech |

Die drei Gruppensieger traten am 27. April 2024, vor dem Finale der deutschen Mannschaftsmeisterschaften 2024, gegeneinander an, um den Aufsteiger in die 1. Bundesliga unter sich auszumachen. Mit 756,5 Relativpunkten konnten sich die Gewichtheber des TSV Heinsheim gegen die AS Kiel (738,5 Punkte) und den SV Gräfenroda (620 Punkte) durchsetzen.